# Geophagus

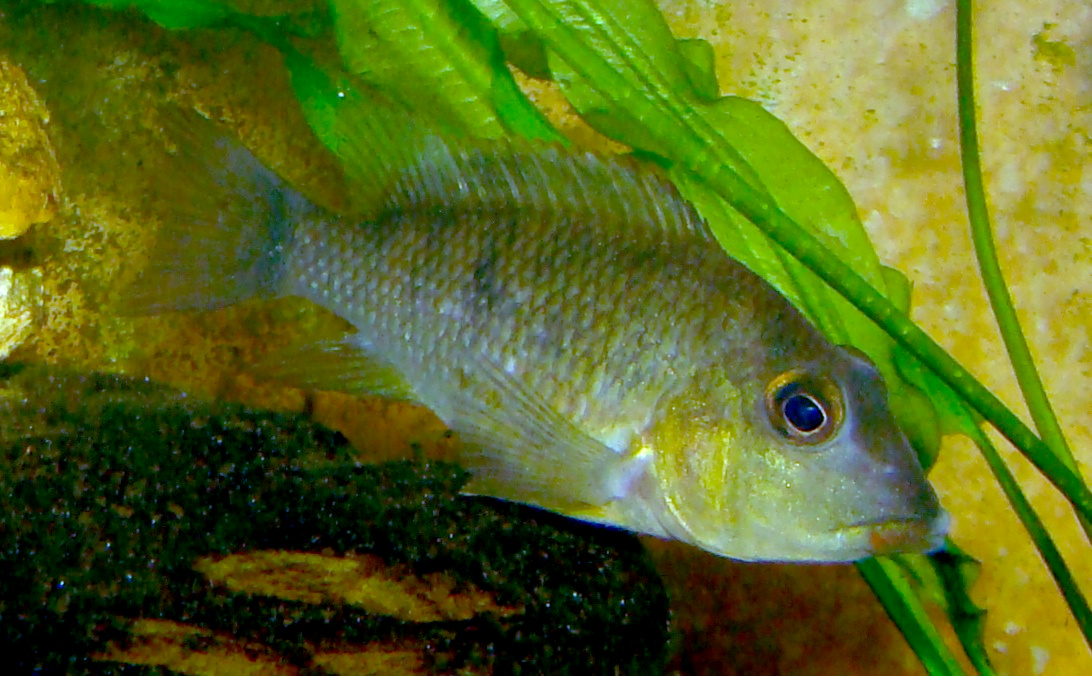
Femella de Geophagus steindachneri

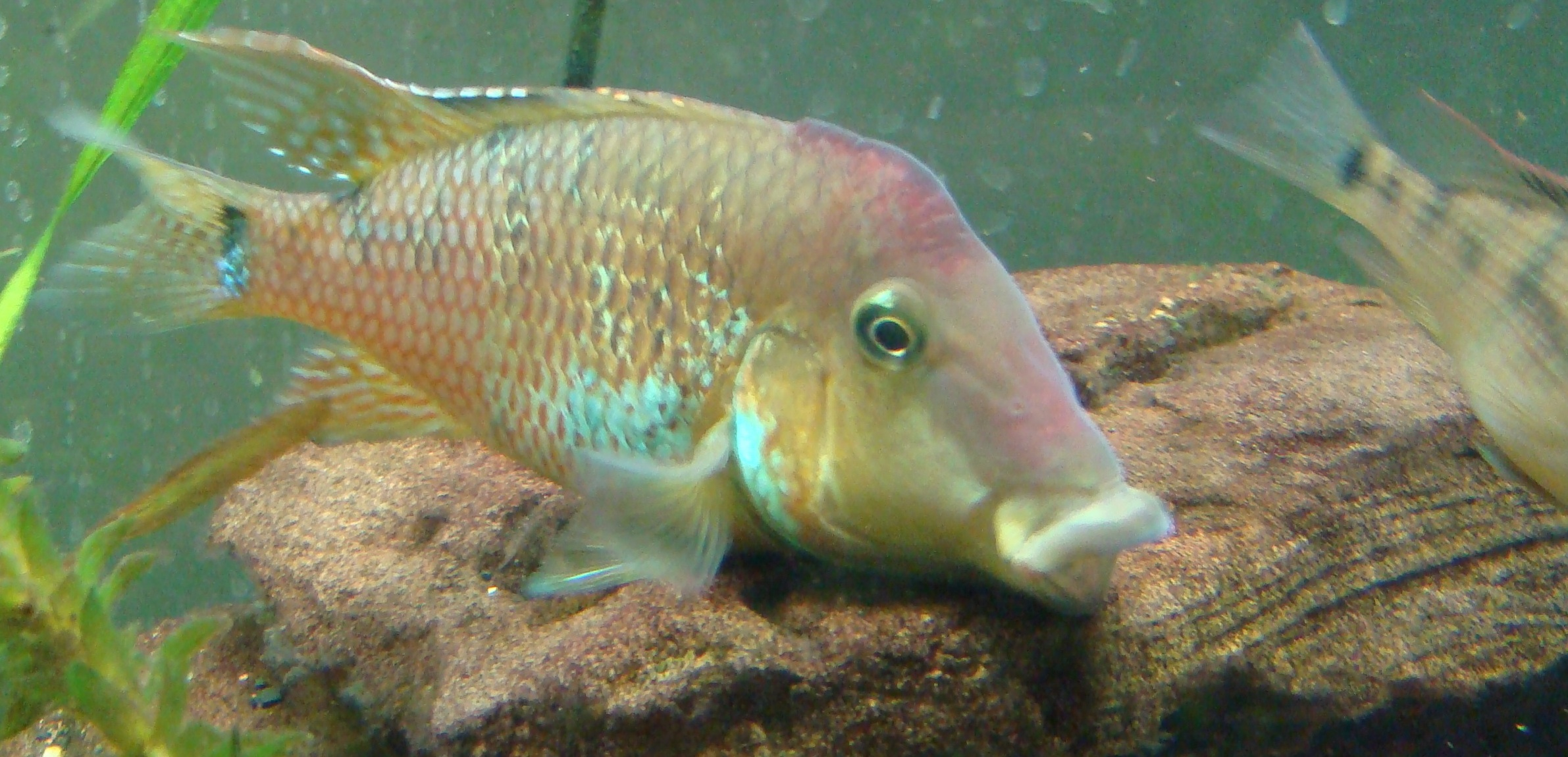
Mascle de Geophagus steindachneri

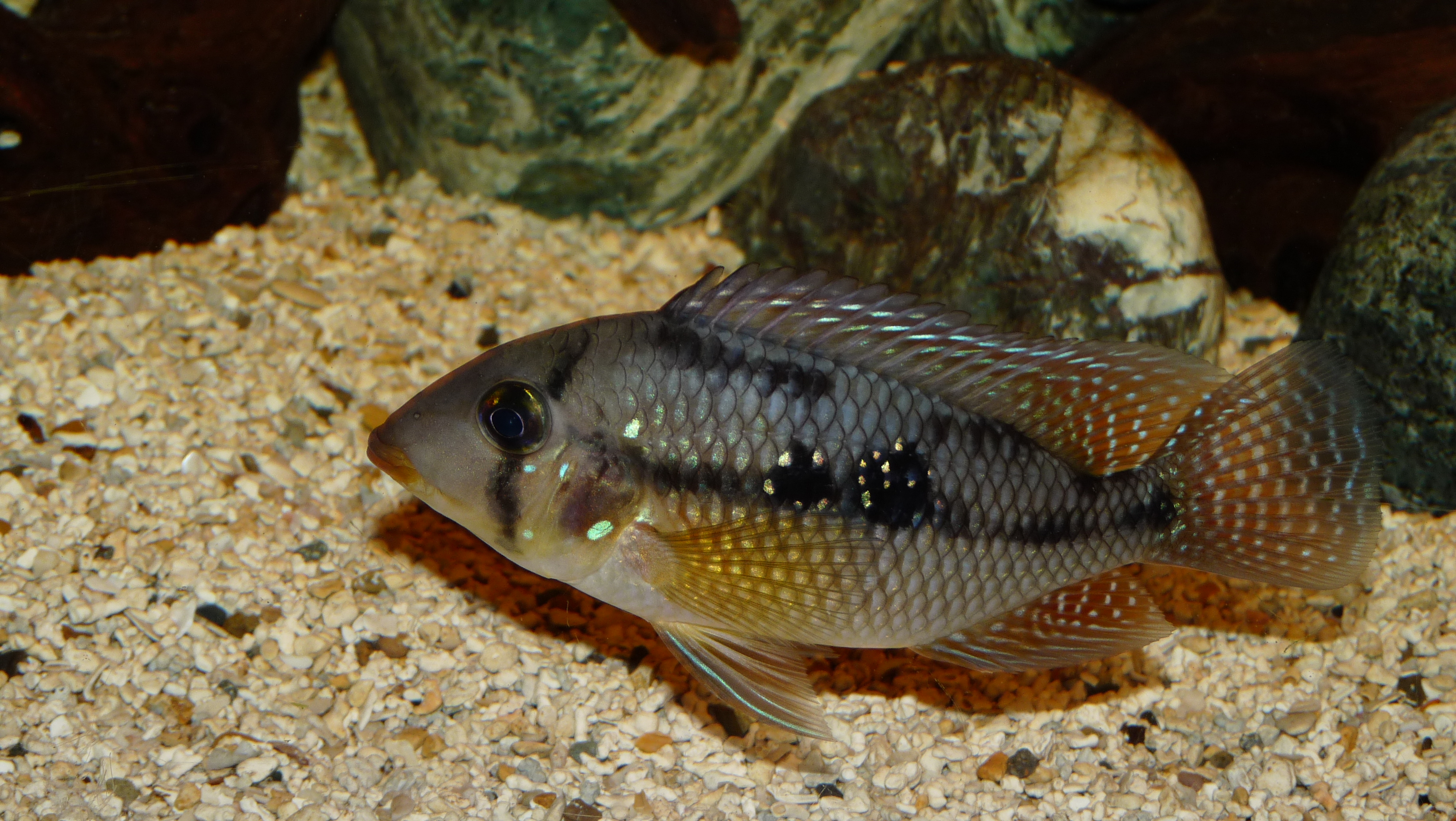
Geophagus brasiliensis

Geophagus és un gènere de peixos de la família dels cíclids i de l'ordre dels cipriniformes que es troba a Sud-amèrica.

## Taxonomia
- Geophagus abalios (López-Fernández & Taphorn, 2004)[2]
- Geophagus altifrons (Heckel, 1840)
- Geophagus argyrostictus (Kullander, 1991)[3]
- Geophagus brachybranchus (Kullander & Nijssen, 1989)[4]
- Geophagus brasiliensis (Kner, 1865)[5]
- Geophagus brokopondo (Kullander & Nijssen, 1989)
- Geophagus camopiensis (Pellegrin, 1903)[6]
- Geophagus crassilabris (Steindachner, 1876)
- Geophagus dicrozoster (López-Fernández & Taphorn, 2004)[7]
- Geophagus gottwaldi (Schindler & Staeck, 2006)[8]
- Geophagus grammepareius (Kullander & Taphorn, 1992)
- Geophagus harreri (Gosse, 1976)
- Geophagus iporangensis (Haseman, 1911)
- Geophagus itapicuruensis (Haseman, 1911)[9]
- Geophagus megasema (Heckel, 1840)
- Geophagus obscurus (Castelnau, 1855)
- Geophagus parnaibae (Staeck & Schindler, 2006)[10]
- Geophagus pellegrini (Regan, 1912)
- Geophagus proximus (Castelnau, 1855)
- Geophagus steindachneri (Eigenmann & Hildebrand, 1910)[11]
- Geophagus surinamensis (Bloch, 1791)[12]
- Geophagus taeniopareius (Kullander & Royero, 1992)
- Geophagus winemilleri (López-Fernández & Taphorn, 2004)[2][13][14][15][16][17][18][19][20]